# Мелик-Бегларяны
Мелик-Бегларяны - армянский феодальный род удинского происхождения, мелики Гюлистана. 

## Происхождение рода и его история
Мелик-Бегларяны — коренные удины, ассимилировавшиеся в армян, из села Ниж. Какие обстоятельства принудили их оставить родину Утик, перебраться в Арцах и поселиться в гаваре Гюлистан, — об этом история умалчивает. Известно только, что первый переселенец, которого тюрки называли «Кара-юзбаши» («Черный сотник»), а армяне — «Черный Абов», был человеком не простым: на своей родине он имел состояние и правил народом.
Крепость мелика Гюлистана находилась возле села Гюлистан, на вершине одной из неприступных гор; еще одна крепость в том же гаваре находилась недалеко от села Талиш, у монастыря Орек.
В начале шестнадцатого века этот «Черный сотник» внезапно появляется в Арцахе, совершенно обнищавший, имея с собой только семь семей и несколько животных, облегчавших трудности их пути. Вероятно, на родине на них обрушилось какое-то бедствие, в результате которого они оказались разоренными и изгнанными.
Очутившись в незнакомом им мире, они не имели ни места жительства, ни убежища. И хотя осенние холода уже наступили, они еще жили в палатках на левом берегу реки Тартар, неподалеку от нынешнего села Талыш.
На следующий, день появилась другая группа всадников, которые, обратившись к «Черному сотнику», сказали, что они — люди хана Барды и им приказано схватить этих разбойников, наносящих огромный ущерб стране. И они весьма довольны, что разбойники схвачены без их участия. С этими словами они забирают разбойников и доставляет их к хану Барды, не сообщая тому, кто на самом деле задержал разбойников, чтобы самим получить награды хана.
Хан повелел казнить разбойников, а своих людей наградить за смелость. В этот момент главарь шайки говорит хану: «Накажите нас, как считаете нужным, ибо мы разоряли вашу страну. Но не оскорбляйте нас, вознаграждая этих ничтожных людей за несовершенное ими, ибо не они одолели нас...».
Хан, выяснив, что его люди обманули его, приказывает доставить к нему «Черного сотника». Тот просит не награждать его за оказанную услугу, а лишь выделить ему как беженцу место для поселения. Хан передает ему в вечную собственность село Талиш, или Тариндж, в гаваре Гюлистан, возле монастыря Орек. О «Черном сотнике» известно лишь это. На камне, воздвигнутом на его могиле, находящейся возле упомянутого монастыря, высечена лишь одна строка, из которой видно, что скончался он в году 1081 армянского лето-счисления (1632).
Возможно, «Черный сотник» и хотел какое-то время оставаться в безвестности в новой стране, но неожиданный случай заставил обнаружить себя. Однажды, когда его стадо паслось на лугу, на него напали разбойники и похитили животных. «Черный сотник» и несколько молодых людей, бывших с ним, бросились в погоню за похитителями. Они вернулись через несколько часов, ведя за собой не только украденных животных, но и самих похитителей.

### Потомки «Черного сотника»
У Черного Абова было несколько сыновей, старший из которых — мелик Беглар — стал его преемником.
Мелик Беглар I наряду с мужеством своих предков обладал и умом. Он основал княжество меликов Гюлистана и, завладев новыми территориями, расширил его пределы. Он захватил у бывшего местного правителя Абраама-юзбаши* (Ибрагима-гявура) несколько деревень — Вери-шен, Нерки-шен, Эркедж и другие — и, овладев крепостью Гюлистан, восстановил эту неприступную твердыню и поселился там. Он оставил после себя двух сыновей: старший по имени деда был назван Абов, а младший — Тамраз (Теймураз).
После смерти отца ему наследовал старший сын — Абов II, который, поскольку его нога была повреждена пулей, известен также под именем Хромой Абов.
Хромой Абов, как и его дед Черный Абов, прославился своими успехами в сражениях. Грабеж, разбой, дерзкие набеги в то время не только не считались постыдным делом, но, напротив, воспринимались как необходимые достоинства, которыми должен был обладать правитель страны, чтобы держать в страхе окружавших его врагов. Этих качеств не был лишен и Хромой Абов. Все, что он имел, он приобрел с помощью грабежа. Он похитил даже свою жену, красавицу Камар-солтан.
Однажды, когда Абов со своими людьми направлялся с целью грабежа в сторону Гандзака, выше села Геташен, у деревни Дулуслу, в горах он наткнулся на кочевку хана Гандзака Мамада. Во время нападения он увидел дочь хана которая вместе со своими «сорока» служанками проводила лето у пастухов своего отца. Красота девушки настолько пленила Абова, что он, забыв о тучных стадах Мамад-хана, похищает лишь его дочь. Абов в ту пору был неженатым молодым человеком. Это был красивый юноша, хотя и не могучего телосложения, смуглолицый, как и все потомки Черного Абова. Доставив свою прекрасную добычу в монастырь Аменапркич, находившийся неподалеку от крепости Гюлистан, он велел крестить ее и обвенчать их. Это похищение привело к нескольким кровопролитным схваткам между Абовом и ханом Гандзака, закончившимися поражением хана. Хан долго не мог примириться ни со своей дочерью, ни с самозваным зятем. Но к старости он смирился. И поскольку у него не было других наследников, кроме единственной дочери, то все принадлежащие ему села и богатство он оставил ей по завещанию. Благодаря жене Абов стал владельцем огромного состояния.
Абов II умер в 1728 году. После его смерти, согласно обычаю меликов, ему должен был наследовать сын — мелик Овсеп. Но поскольку мелик Овсеп был еще неопытным юношей, правление страной было поручено брату покойного Тамразу, и юный Овсеп должен был находиться под его опекой до совершеннолетия.
Своей резиденцией мелик Тамраз избрал дворец, расположенный у монастыря Орек, и правил он не как временный опекун, а как полновластный хозяин страны. Это был человек жестокий и безжалостный. Замыслив полностью лишить Овсепа отцовского наследства, он начал последовательно разорять его, пока не довел до полной нищеты. Он даже намеревался лишить племянника жизни. Юный Овсеп жил вместе с матерью в крепости Гюлистан, и положение его было незавидным.

## Взаимоотношения с Российской империей
В 1784 г. шушинский хан Ибрагим, под благовидным предлогом пригласив к себе на встречу Мелик-Абова, Мелик-Исраеляна Меджлума из княжества Джраберда, Мелик-Бахтама из княжества Дизака и гандзасарского католикоса Ованеса Хасан-Джалаляна, заточил их в крепости Шуша.
В 1787 г. меликов удалось спасти, но им пришлось бежать из Гандзака в Тифлис. Прожив недолгий период в Тифлисе, они вновь перебрались в Гандзак, где уже собралось около 500 семейств их подданных. Однако вскоре Мелик-Абов поссорился с Мелик-Меджлумом и вместе со своими подданными в начале 1790-х гг. переселился из района Гандзака в грузинский Болниси, но в 1795 г. вновь вернулся в родной Арцах. В 1796 г. он отправился в Гандзак, а затем снова перебрался в Картли-Кахетинское царство, где был принят холодно местными властями на союз с которыми так рассчитывали карабахские князья.
В 1797 г. правитель удельного армянского княжества Гюлистана, Фридон Мелик-Беглярян, посетил Санкт-Петербург и направил императору Павлу I прошение о принятии подконтрольной ему наследственной территории карабахского княжества Гюлистан в состав Российской империи. Это решение было продиктовано продолжающимся противостоянием христианского армянского населения с мусульманами. Таким образом, был открыт путь интеграции в пространство наследственного дворянства Российской империи армянской знати.
В следствии отсутствия фактической поддержки единоверных грузинских правителей, армянские мелики решили обратиться за помощью к властям Российской империи. Князь Фридон Мелик-Бегларян (1768-1808), сын Мелика-Бегляра II и князь Варанды Джумшуд Мелик-Шахназарян отправились в Санкт-Петербург с прошением императору Павлу I. Высочайшим манифестом от 2.07.1799 г. князь Гюлистана был принят под русское покровительство, подтвержден в наследственном владении землей, а также получил пансион в одну тысячу рублей.
Однако, в результате внутрисемейного конфликта 6.02.1808 г. Мелик-Фридон был заколот кинжалом, соперничающие линии рода в течение двух последующих десятилетий продолжали враждовать. 12.10.1813 г. возле крепости Зейва в Гюлистане, принадлежащей княжескому роду Мелик-Бегларян, был заключен знаменитый Гюлистанский мирный договор, по которому Персия признала все закавказские княжества собственностью России. Так территория пяти карабахских меликств была включена в ее состав, а владетельные семьи поступили на русскую службу.
Известно две линии княжеской фамилии Мелик-Бегларян служивших царской короне, старшая была основана меликом Фридоном, о котором шла речь выше, а младшая, его дядей Багиром Мелик-Бегларяном. Он был женат на княжне Евфросинье Оганесовне Бебутовой, их сын Александр был поручиком, казначеем артиллерийской бригады (1860), а внук Иосиф Александрович Мелик-Бегларян (1849-?) статский советник (1882).
К старшей линии рода принадлежали шестеро сыновей мелика Фридона, сыгравшие заметную роль в истории, основавшие собственные ветви фамилии. Рассмотрим их и их потомство в последовательности. Итак, старший сын и глава семьи Мелик-Овсеп II (1800-1843), был на русской военной службе, его потомки владели до революции имением в селе Карачинар в Гюлистане, ставшем частью образованной в 1867 г. Елисаветпольской губернии (центр в Гяндже). Потомство старшего сына мелика Фридона сохранилось до наших дней. Второй сын правителя князь Шамирхан Мелик Бегларян (1790–1850), оказавшись в вынужденном плену, выучил фарси. Впоследствии он служил переводчиком в дипломатической канцелярии кавказского главнокомандующего. В 1817 г. участвовал в миссии генерала Ермолова в Тегеран, а в 1819 г. был переводчиком русского посла С. Мазаревича в Тегеране. Сохранилось также прошение генерала Ермолова от 15.01.1827 г., направленное начальнику Главного штаба генералу Дибичу о присвоении Шамирхану Мелик-Бегларяну воинского звания капитана. Его сын Павел дослужился до коллежского секретаря при Наместнике на Кавказе (1858), другой сын Луарсаб имел звание младшего полицмейстера (1874).
Третий сын мелика Фридона Давид (1795-1885), умер в Индии, там потом жили его потомки. Четвертый сын Теймураз Мелик-Бегларян (1803-1878), полковник царской армии, от брака с княжной Елизаветой Шевердовой (1821-1851) оставил сына Саргиса (1846-1905), женатого на дворянке Елизавете Павловне Сапаровой (1854-1919). Сын от этого брака князь Давид Мелик-Бегларян (1875-1913), известный благотворитель, 13.06.1915 г. в Лазаревскои институте была учреждена премия его имени. Скончался в Москве и был похоронен на историческом Армянском кладбище. Сестра матери Давида Саргисовича, Ольга Павловна Сапарова (1859-1951) была замужем за Александром Ивановичем Флоренским (1850-1908), их сын известный философ, ученый, священник Павел Александрович Флоренский (1882-1937).
Пятый сын мелика Фридона Талиш (1806-1890), прапорщик, а шестой сын Беглар-бек (1809-1874), также был на русской военной службе. От брака с княжной Елизаветой Поликарповной Хубовой, сестрой основательницы армянского монастыря в Тифлисе. Он оставил семерых сыновей: Джамшуд (1831-1866), переводчик в суде, Герасим (военный врач), Иосиф (секретарь суда в Баку), Теймураз (ум.1878), Талыш-бек (прапорщик), Григор-бек (ум.1890), офицер, штабс-капитан, женатый на дворянке Анне Ованесовне Меликян, и самый младший Фридон (1856-1878).

## Связи с генералом Ермоловым
Как-то один из сборщиков налогов шаха Султан Хосейна визирь Атрпатакана Мирза-Тахир, собирая дворцовый налог, направлялся из Дербента в сторону Гандзака и Карабаха. Мелик Тамраз принял его у себя дома и, стремясь выслужиться перед персидскими властями, приказал собрать со своих подданных дополнительную дань. Помимо этого, он, чтобы подольститься к гостю, хотел вручить ему ценный подарок.
«Ружье моего брата, — сказал он, — находится у моего племянника Овсепа. Это редкое оружие достойно шахской сокровищницы».
Перс велит обманно призвать к нему Овсепа и просит его принести ружье отца, якобы чтобы полюбоваться им. И когда Овсеп приносит ружье, отбирает его со словами:
Это ружье достойно шахской сокровищницы, а не тебя.
Юноша со слезами возмущения на глазах возвращается к матери и рассказывает ей о случившемся. Мать в глубоком горе: ведь это заветное ружье — единственное, что осталось у нее от мужа, единственная память о его подвигах. Гнев сына еще более усиливается, когда он слышит упрек матери:
Недостойный сын храброго отца... Лучше бы мне принесли твой труп и сказали, что ты погиб, отстаивая память своего отца
— Я верну ружье отца...
— Говорит сын и просит мать дать ему денег на покупку оружия. Мать отдает ему несколько золотых со своей головы.
Персидский сборщик налогов, собрав местную дань, взвалил ее на мулов и со своими слугами отправился в путь. Овсеп с группой своих друзей-сверстников последовал за ним. Когда сборщик налогов вступил в узкое ущелье реки Тартар, Овсеп подал сигнал к нападению. Он собственной рукой отсек персу голову и отобрал у него ружье отца.
Раффи отмечал в своей книге, что:
...наследники Мелик-Бегларянов продали это ружье за 1000 рублей генералу Ермолову, а тот отослал его в Оружейную палату С.-Петербурга...
Золото, собранное со всех гаваров, стало добычей Овсепа и его храбрых товарищей. Слуги же частью погибли, частью спаслись бегством.
Овсеп, взяв с собой захваченные сокровища, укрепился в крепости Гюлистана. Его поступок остался безнаказанным, ибо, как мы увидим далее, в это время в Персии происходили важные события и перемены. Шах Султан Хосейн был смещен с престола, афганцы захватили столицу персов, и в этих обстоятельствах вряд ли кому было дело до события, происшедшего в Карабахе.
Овсеп, став обладателем богатства, начал укреплять свои силы. Он вступил в союз с меликом из рода Мелик-Исраелян, Хатамом из Джраберда, отношения которого с его дядей меликом Тамразом были далеко не дружественными. Теперь Овсеп вознамерился не только отобрать у него власть над Гюлистаном, которую тот захватил силой, но и отомстить за все лишения и беззакония, которые творил его безжалостный опекун мелик Тамраз, когда он был еще несовершеннолетним.
Объединившись с меликом из рода Мелик-Исраелян, Хатамом, Овсеп напал на крепость мелика Тамраза. После нескольких дней ожесточенных боев крепость была взята и мелик Тамраз захвачен в плен. Овсеп приказал повесить его на платане, и после этого сам начал править княжеством Гюлистан. После мелика Тамраза остался сын Сарухан-бек, который был одним из четырех храбрых военачальников, командовавших армянскими полками в 1723 году.
Раффи отмечает:
Этот древний платан, называемый «кровавым», и сегодня показывают на границе Гюлистана и Джраберда
Мать мелика Овсепа, мудрая Камар-солтан, своими советами немало способствовавшая возвышению сына, умерла в 1753 году. Она была похоронена на родовом кладбище Мелик-Бегларянов, возле монастыря Орек.